# Melitaea parvalpina
Melitaea parvalpina är en fjärilsart som beskrevs av Ruggero Verity 1928. Melitaea parvalpina ingår i släktet Melitaea och familjen praktfjärilar. Inga underarter finns listade i Catalogue of Life.